# 姚龍
姚龍（1416年—？），字納言，浙江嚴州府桐廬縣人，明朝政治人物。姚夔從弟。

## 生平
正統六年（1441年）辛酉科浙江鄉試第十一名舉人，七年（1442年）壬戌科二甲第二十五名進士。授刑部主事，累升福建左布政使，因與福建右布政使劉讓不相容，劉讓粗暴，姚龍乏清操。成化初年入覲，王翱罷免兩人。

## 家族
曾祖姚鼎；祖父姚伯華；父姚弘□，南城縣知縣。